# Thaumastosoma distinctum
Thaumastosoma distinctum är en kräftdjursart som först beskrevs av Yakov Avadievich Birstein 1963A.  Thaumastosoma distinctum ingår i släktet Thaumastosoma och familjen Nannoniscidae. Inga underarter finns listade i Catalogue of Life.